# Контрада Чивитатомаса (Л'Аквила)
Контрада Чивитатомаса (итал. Contrada Civitatomassa) је насеље у Италији у округу Л'Аквила, региону Абруцо.
Према процени из 2011. у насељу је живело 92 становника. Насеље се налази на надморској висини од 688 м.